# Achaemenes lokobensis
Achaemenes lokobensis är en insektsart som beskrevs av Synave 1965. Achaemenes lokobensis ingår i släktet Achaemenes och familjen kilstritar. Inga underarter finns listade i Catalogue of Life.